# Epidendrum rivulare
Epidendrum rivulare är en orkidéart som beskrevs av John Lindley. Epidendrum rivulare ingår i släktet Epidendrum och familjen orkidéer. Inga underarter finns listade i Catalogue of Life.